# NGC 2113
NGC 2113 (również ESO 57-EN36) – gromada otwarta powiązana z mgławicą emisyjną, znajdująca się w gwiazdozbiorze Złotej Ryby. Należy do Wielkiego Obłoku Magellana. Odkrył ją John Herschel 3 listopada 1834 roku.